# ミルクカップ
ミルクカップ（Milk Cup）は、北アイルランドで毎年開催されている育成年代の国際サッカートーナメントである。主に北アイルランド北部の海岸沿いの地域で行われ、試合はポートラッシュ、ポートスチュワート、カッスルロック、リマヴァディ、コルレイン、バリーマネー、バリーメナといった町で開催される。
1983年に16歳以下（プレミア (Premier)）の大会として始まり、1985年に14歳以下（ジュニア (Junior)）、1995年に19歳以下（エリート (Elite)）のトーナメントが加えられた。7月の最終週に開催され、決勝戦は伝統的に金曜夕方にコルレイン・ショウグラウンズ (en:Coleraine Showgrounds) にて行われる。
過去の大会参加選手の中にはデヴィッド・ベッカム、ポール・スコールズ、ウェイン・ルーニーといった選手たちがおり、2002 FIFAワールドカップ出場選手の中には、過去ミルクカップに出場した選手が30人いた。

## 結果
| 1983 | 1995年開始     | 1995年開始     | マザーウェル                 |                              | 1985年開始                   | 1985年開始       |
| 1984 | 1995年開始     | 1995年開始     | レンジャーズ                 |                              | 1985年開始                   | 1985年開始       |
| 1985 | 1995年開始     | 1995年開始     | ニューカッスル・ユナイテッド |                              | レンジャーズ                 |                  |
| 1986 | 1995年開始     | 1995年開始     | ダンディー・ユナイテッド     |                              | クレイガボン・ユナイテッド   |                  |
| 1987 | 1995年開始     | 1995年開始     | クルー・アレクサンドラ       |                              | ダンディー・ユナイテッド     |                  |
| 1988 | 1995年開始     | 1995年開始     | リヴァプール                 |                              | ホーム・ファーム             |                  |
| 1989 | 1995年開始     | 1995年開始     | ニューカッスル・ユナイテッド |                              | ダンガノン・スウィフツ       |                  |
| 1990 | 1995年開始     | 1995年開始     | トッテナム・ホットスパー     |                              | クルー・アレクサンドラ       |                  |
| 1991 | 1995年開始     | 1995年開始     | マンチェスター・ユナイテッド |                              | ノリッジ・シティ             |                  |
| 1992 | 1995年開始     | 1995年開始     | レンジャーズ                 |                              | ノリッジ・シティ             |                  |
| 1993 | 1995年開始     | 1995年開始     | チェリー・オーチャード       |                              | スロバキア                   |                  |
| 1994 | 1995年開始     | 1995年開始     | ハーツ                       |                              | ミドルスブラ                 |                  |
| 1995 | ウェールズ     |                | ロシア                       |                              | エヴァートン                 |                  |
| 1996 | トルコ         |                | トッテナム・ホットスパー     |                              | ウェストハム・ユナイテッド   |                  |
| 1997 | 北アイルランド |                | ミドルスブラ                 |                              | ウェストハム・ユナイテッド   |                  |
| 1998 | トルコ         |                | チリ                         |                              | クルー・アレクサンドラ       |                  |
| 1999 | ヴィトーリア   |                | クルー・アレクサンドラ       |                              | マンチェスター・シティ       |                  |
| 2000 | チリ           |                | トルコ                       |                              | チャールトン・アスレティック |                  |
| 2001 | メキシコ       |                | パラグアイ                   |                              | ノリッジ・シティ             |                  |
| 2002 | パラグアイ     | デンマーク     | リーズ・ユナイテッド         |                              | エヴァートン                 |                  |
| 2003 | パラグアイ     | ブラジル       | マンチェスター・ユナイテッド |                              | ラシン・クルブ               |                  |
| 2004 | トルコ         | ブラジル       | ハーツ                       |                              | マッカビ・ハイファ           |                  |
| 2005 | アメリカ合衆国 | 北アイルランド | バルセロナ                   |                              | リンビー                     |                  |
| 2006 | パラグアイ     | アメリカ合衆国 | スパルタク・モスクワ         |                              | スウィンドン・タウン         |                  |
| 2007 | イスラエル     | 北アイルランド | フルミネンセ                 |                              | グアダラハラ                 |                  |
| 2008 | 北アイルランド | チリ           | マンチェスター・ユナイテッド |                              | エヴァートン                 |                  |
| 2009 | 北アイルランド | デンマーク     | マンチェスター・ユナイテッド |                              | エヴァートン                 |                  |
| 2010 | アメリカ合衆国 | 北アイルランド | Étoile Lusitana              | ボルトン・ワンダラーズ       | チェルシー                   | クルス・アスル   |
| 2011 | デンマーク     | 北アイルランド | Aspire                       | マンチェスター・ユナイテッド | エヴァートン                 | クルス・アスル   |
| 2012 | メキシコ       | デンマーク     | Desportivo Brasil            | ニューカッスル・ユナイテッド | ブレントフォード             | エヴァートン     |
| 2013 | メキシコ       | 北アイルランド | マンチェスター・ユナイテッド | ティロン県                   | エヴァートンFC               | アントリム県     |
| 2014 | 北アイルランド | カナダ         | マンチェスター・ユナイテッド | Vendée                       | コリンチャンス               | アントリム県     |
| 2015 | Not held       | Not held       | Right to Dream               | Southampton                  | アントリム県                 | クルブ・アメリカ |